# Ольшевник
Ольшевник (пол. Olszewnik, нім. Elsau) — село в Польщі, у гміні Єзьорани Ольштинського повіту Вармінсько-Мазурського воєводства.
Населення — 147 осіб (2011).
У 1975-1998 роках село належало до Ольштинського воєводства.

## Демографія
Демографічна структура станом на 31 березня 2011 року:
|          | Загалом | Допрацездатний вік | Працездатний вік | Постпрацездатний вік |
| -------- | ------- | ------------------ | ---------------- | -------------------- |
| Чоловіки | 78      | 22                 | 49               | 7                    |
| Жінки    | 69      | 14                 | 37               | 18                   |
| Разом    | 147     | 36                 | 86               | 25                   |